# Hemileuca lex
Hemileuca lex är en fjärilsart som beskrevs av Druce 1897. Hemileuca lex ingår i släktet Hemileuca och familjen påfågelsspinnare. Inga underarter finns listade i Catalogue of Life.